# Тер-Мергерян, Жан Ервандович
Жа́н Ерва́ндович Тер-Мергеря́н, Тер-Меркерян (фр. Jean Ter-Merguerian; 5 октября 1935, Марсель — 30 сентября 2015, там же) — французско-армянский скрипач. Народный артист Армянской ССР (1971).

## Биография
Родился во французском портовом городе Марселе, куда в своё время переселилась его семья. В возрасте 11 лет окончил Марсельскую консерваторию, годом позже дал в Марселе первый сольный концерт, исполнив концерты Вивальди и Феликса Мендельсона с оркестром под управлением Андре Одоли.
После смерти Сталина семья Тер-Мергеряна репатриировалась в Армению. В 1954—1958 годах Тер-Мергерян учился в Ереванской консерватории у Карпа Домбаева, затем с 1958—1960 год в Московской консерватории у Давида Ойстраха, там же окончил аспирантуру.
В 1956 году на конкурсе фестиваля «Пражская весна» завоевал вторую премию, а спустя пять лет в 1961 году в Париже взял первую премию Международного конкурса имени Лонг и Тибо
С 1964 года преподавал в Ереванской консерватории, получил признание исполнением скрипичного концерта Арама Хачатуряна (в том числе с оркестром под управлением автора). Народный артист Армянской ССР (1971), лауреат Государственной премии Армянской ССР (1977).
В 1981 году вернулся во Францию, где проживал до конца жизни.

## Награды
- Вторая премия фестиваля «Пражская весна» (1956),
- Первая премия Международного конкурса имени Лонг и Тибо (1961),
- Народный артист Армянской ССР (1971),
- лауреат Государственной премии Армянской ССР (1977),
- Орден Почёта (16 сентября 2015, Армения) — по случаю Дня независимости Республики Армения,  за значительный вклад в области музыки и развития армяно-французских культурных связей[2].